# Zmowa cenowa
Zmowa cenowa – porozumienie przedsiębiorstw na pewnym rynku dotyczące poziomu cen, mające na celu uniknięcie wzajemnej konkurencji.
W szerszym kontekście zmową nazywa się sytuację, w której dwa lub większa liczba przedsiębiorstw wspólnie ustalają ceny lub wielkości produkcji, dokonują podziału rynku lub wspólnie podejmują decyzje handlowe. Grupę przedsiębiorstw, które działają w zmowie cenowej nazywa się kartelem, syndykatem, trustem, koncernem, konglomeratem, czy holdingiem. Istnienie zmowy cenowej wymaga, aby jego uczestnicy mieli do siebie pełne zaufanie. Działania niezgodne z warunkami zmowy powodują utratę zaufania i rozpad porozumienia. Nadużywanie zaufania w zmowach cenowych i jego skutki wyjaśnia dylemat więźnia.

## Rodzaje zmowy cenowej
- Jawna – przedsiębiorstwa ustalają między sobą wspólnie ceny obowiązujące na rynku na mocy umów.
- Tajna (milcząca) – przedsiębiorstwa powstrzymują się od konkurencji bez zawierania jawnych porozumień[3].

Milcząca zmowa cenowa prowadzi do stosowania identycznych (wysokich) cen, co skutkuje dużymi zyskami i zmniejszeniem ryzyka prowadzenia działalności gospodarczej.
- Krótkoterminowa – porozumienie zawarte między przedsiębiorstwami w formie pools lub rings[5] zobowiązujące jego uczestników do przestrzegania przez określony czas cen ustalonych tym porozumieniem. Przedsiębiorstwa zawiązujące tego rodzaju porozumienie nie tracą osobowości prawnej i ekonomicznej. Poza określeniem wspólnej polityki cenowej mogą się one dzielić rynkiem zbytu oraz określać zadania produkcyjne i wyznaczać między sobą czynności niezbędne do wykonywania wspomnianych zadań.
- Długoterminowe – istnienie takiej zmowy jest bardzo mało prawdopodobne[4], gdyż uczestnicy ustalając wspólne warunki współpracy muszą uzgodnić cenę korzystną dla wszystkich, zaś warunki gospodarowania mogą się zmieniać korzystnie dla jednych, zaś niekorzystnie dla drugich.

## Zmowy cenowe w historii
Najbardziej znane zmowy cenowe:
- kilku światowych gigantów farmaceutycznych w latach 90. XX wieku uzgadniało ceny preparatów witaminowych[6]
- OPEC (Organizacja Państw Eksportujących Ropę Naftową) w latach 1973–1985[3]
- linie lotnicze Braniff i American Airlines na przełomie lat 80. i 90. XX wieku[3]